# Такарада Акіра
Акі́ра Такара́да (яп. 宝田 明, Такарада Акіра, нар. 29 квітня 1934) — 14 березня 2022) — японський актор, найбільше відомий за його ролі у серії фільмів про Ґодзіллу.

## Біографія
Акіра Такарада народився 29 квітня 1934 році в окупованій Японією Кореї. Його батько працював інженером на Південноманчжурській залізниці, тому більшу частину свого дитинства Акіра провів у колоніях. Навіть після завершення війни сімейство Такарада вважало за краще залишитися в Харбіні, завдяки чому майбутній актор усе життя побіжно розмовляв мандаринською та англійською мовами.
Сім'я Такаради повернулася в Японію в 1948 році. Через п'ять років 19-річний Акіра Такарада пройшов шостий конкурс студії «Toho» «Нові обличчя» з пошуку нових талантів та став штатним актором студії «Toho» разом з Кендзі Сахарою і Момоко Коті.
Такарада дебютував у кіно, зігравши невелику роль у фільмі «І тоді пролунав дзвін Свободи», біографії японського мислителя Фукудзави Юкіті.
Першим проривом стала для Такаради роль армійського норця Хідедо Огати в першому фільмі про Ґодзіллу 1954 року, поставленого режисером Ісіро Хондою. Такарада швидко став популярним актором та одним з перших студійних красенів «Toho» завдяки його привабливій зовнішності та харизматичному, витонченому характеру. Він продовжував зніматися у фільмах про Ґодзіллу та інших кайдзю, знявшись в 11 фантастичних фільмах студії «Toho», та ставши відомим за Заході саме завдяки ролям у цих стрічках. Загалом, за весь період своєї акторської кар'єри, актор знявся у понад 120 кіно-, телефільмах та серіалах.
Після падіння студійної системи Акіра Такарада планував поставити в 1970 році разом з бродвейським режисером Гарольдом Роумом театральну версію «Звіяних вітром», де сподівався зіграти Ретта Батлера. Через отриману після падіння з бульдозера травму Такараді довелося відмовитися від цього проекту.
У 2010 та 2012 роках, Акіра Такарада, розуміючи природу свого статусу, відвідав офіційну щорічну фан-конференцію G-Fest, присвячену франшизі про Ґодзіллу та інших кайдзю.

## Особисте життя
З 1966 року і до розлучення в 1984-му Акарі Такарада був одружений з першою японкою, що перемогла в конкурсі «Міс Всесвіт», — Акіко Кодзімою. Має двох доньок, старша з яких стала відомою співачкою.

## Фільмографія (вибіркова)
| Рік  |    | Українська назва                 | Оригінальна назва                         | Роль                                                |
| ---- | -- | -------------------------------- | ----------------------------------------- | --------------------------------------------------- |
| 1954 | ф  | Ґодзілла                         | Gojira                                    | Хідето Огата                                        |
| 1955 | ф  | Жахлива снігова людина           | Ju jin yuki otoko                         | Такеші Іїджима, alpine club member                  |
| 1956 | ф  | Ґодзілла, король монстрів!       | Godzilla, King of the Monsters!           | Огата                                               |
| 1957 | ф  | Веселка грає в моєму серці       | Waga mune ni niji wa kiezu                | Тацуо Іто                                           |
| 1958 | ф  | Молоді дочки                     | Wakai musumetachi                         |                                                     |
| 1958 | ф  | Токійські канікули               | Tôkyô no kyûjitsu                         |                                                     |
| 1959 | ф  | Бос злочинного світу             | Ankokugai no kaoyaku                      | Мінео Комацу                                        |
| 1959 | ф  | Історія самурая                  | Aru kengo no shogai                       | Юрато (Юрота) Карібе                                |
| 1959 | ф  | І одного разу я…                 | Aruhi watashi wa                          | Дайсуке Канеко                                      |
| 1959 | ф  | Народження Японії                | Nippon tanjo                              | принц Вакатараші                                    |
| 1960 | ф  | Дочки, дружини, матері           | Musume tsuma haha                         | Рейджі Саканіші                                     |
| 1961 | ф  | Остання війна                    | Sekai daisenso                            | Такано                                              |
| 1961 | ф  | Кінець літа                      | Kohayagawa-ke no aki                      | Терамото Тадаші                                     |
| 1962 | ф  | Місце жінки                      | Onna no za                                | Поккакуя Кок                                        |
| 1962 | ф  | Щоденник мандрівника             | Hourou-ki                                 | Фукуя                                               |
| 1965 | ф  | Ґодзілла проти Монстра Зеро      | Kaijû daisensô                            | астронавт К. Фуджі                                  |
| 1967 | ф  | 47 ронінів                       | Chushingura                               | Гюйбей Такада                                       |
| 1963 | ф  | Доля жінки                       | Onna no rekishi                           | Коїчі Шимідзу                                       |
| 1964 | ф  | Мотра проти Ґодзілли             | Mothra vs Godzilla                        | Ітіро Сакаї                                         |
| 1965 | ф  | Франкенштейн підкорює світ       | Frankenstein Conquers The World           |                                                     |
| 1965 | ф  | Битва велетенських чудовиськ     | Kaiju daisenso                            |                                                     |
| 1966 | ф  | Ебіра, монстр з безодні          | Ebrah, Monster From Deep                  |                                                     |
| 1966 | ф  | Ґодзілла проти Морського монстра | Gojira, Ebirâ, Mosura: Nankai no daiketto | Йошимура                                            |
| 1967 | ф  | Втеча Кінг-Конга                 | Kingu Kongu no gyakushû                   | лейтенант командор Джиро Номура                     |
| 1968 | ф  | Золоте око                       | Hyappatsu hyakuchu: Ogon on me            | Ендрю Гошино                                        |
| 1969 | ф  | Нульова широта                   | Ido zero daisakusen                       | доктор Кен Таширо                                   |
| 1969 | ф  | Міто Комон                       | Mito Komon                                |                                                     |
| 1977 | ф  | Ґодзілла                         | Godzilla                                  | Огата                                               |
| 1990 | ф  | Гейша, що приносить удачу        | Ageman                                    | Інукай                                              |
| 1992 | ф  | Ґодзілла проти Мотри             | Godzilla vs Mothra                        | Голова ради екологічного планування Джиоді Мінаміно |
| 1994 | ф  | Здирство по-японському           | Minbo no onna                             |                                                     |
| 1997 | ф  | Жінки із служби захисту свідків  | Marutai no onna                           | комісар поліції                                     |
| 2004 | ф  | Ґодзілла: Остання війна          | Gojira: Fainaru uôzu                      | Генеральний секретар ООН Наотаро Дайго              |
| 2005 | ф  | Фантастіпо                       | Fantastipo                                |                                                     |
| 2007 | ф  | Банзай, режисер!                 | Kantoku — Banzai!                         |                                                     |
| 2009 | с  | Хмари над пагорбами              | Saka no ue no kumo                        | Сусумо Фуджино                                      |
| 2013 | ф  | Іскра життя                      | Sansan                                    |                                                     |
| 2014 | ф  | Ґодзілла                         | Godzilla                                  | японський імміграційний агент                       |
| 2014 | тф | Довга обіцянка                   | Tôi yakusoku — hoshi ni natta kodomotachi |                                                     |